# Ralf Zimmermann von Siefart (Journalist)
Ralf Zimmermann von Siefart (* 1958 in Hannover) ist ein deutscher Journalist.

## Leben und Karriere
Ralf Zimmermann von Siefart wurde als Sohn des Managers Ralf Zimmermann von Siefart 1958 in Hannover geboren, kurz bevor sein Vater ins Ausland wechselte. Er ging in Amsterdam, Hannover, Schondorf am Ammersee und Kassel zur Schule und wurde zum Wehrdienst in eine Bundeswehr-Pressestelle in Kiel einberufen. Anschließend absolvierte er ein Volontariat bei den Kieler Nachrichten. Danach studierte er Neuere Geschichte und Politische Wissenschaft in Kiel, Bonn und Köln, wodurch er den Magistergrad erlangte.
Während des Studiums und im Anschluss daran arbeitete er als freier Journalist bei ZDF, NDR und WDR. 1991 nahm er seine Arbeit als Reporter im neu gegründeten ZDF-Landesstudio in Schwerin auf. Zudem war er dort seit 1995 stellvertretender Studioleiter des NDR Fernsehens und berichtete für Tagesschau und Tagesthemen.
Ralf Zimmermann von Siefart wechselte 1997 in die ZDF-Hauptredaktion „Innenpolitik“ in Mainz, wo er stellvertretender Leiter der Redaktion blickpunkt und Moderator der Sendung Länderspiegel wurde. In diesen Funktionen war er auch als Reporter bei Wahlen, Parteitagen und Sonderereignissen tätig. Zwei Jahre später zog er nach Berlin, wo er stellvertretender Redaktionsleiter und Moderator des ZDF-Politmagazins Kennzeichen D wurde.
2001 ging er mit seiner Frau, der damaligen Tagesschau (ARD)-Moderatorin Ina Bergmann, nach London. Von dort berichtete er als Korrespondent für das ZDF, u. a. auch über die Terroranschläge am 7. Juli 2005. Im Juli 2007 wechselte Ralf Zimmermann von Siefart als Chef vom Dienst in die Hauptredaktion Aktuelles (u. a. heute und heute-journal) nach Mainz. Von 2016 bis 2024 übernahm er die Leitung des ZDF-Landesstudios Hamburg.
Daneben ist Zimmermann von Siefart politisch engagiert. So arbeitete er in einem Entwicklungshilfeprojekt in Andhra Pradesh in Indien mit, war Vorstandsmitglied in der deutsch-polnischen Studentenorganisation GFPS sowie in der Landespressekonferenz Mecklenburg-Vorpommern und RIAS-Fellow. Er gehört zum erweiterten Vorstand des Allgemeinen Hamburger Presseclubs (AHPC).
Ralf Zimmermann von Siefart ist Vater von drei Kindern. Zudem ist er durch seine Schwester Auguste ein Schwager von Oskar Prinz von Preußen (Herrenmeister, 1959).